# Pegaso Z-102
El Pegaso Z-102 fou un model d'automòbil esportiu, dissenyat per Vilfred Ricart i produït entre 1951 i 1958 per ENASA (empresa coneguda especialment pels camions i autobusos de marca Pegaso que produí a la seva fàbrica de La Sagrera). Els Pegaso Z-102, i la seva seqüela Z-103, disposaven d'un disseny i tecnologia importants per a l'època i varen ser considerats en el seu moment entre els esportius de més alta qualitat arreu del món.

## Història

### El llançament del Z-102
Acabada la guerra civil espanyola, la dictadura franquista mirava de crear un símbol propagandístic que fes oblidar la situació d'autarquia econòmica en què es trobava el país, emmirallant-se en un passat industrial perdut. La realització de cotxes d'alta gamma com els turismes Pegaso, doncs, prenia la referència encara present llavors dels luxosos Hispano-Suiza, construïts a les mateixes instal·lacions de la Sagrera on ENASA muntà la seva fàbrica. La necessitat d'organitzar un aprenentatge de qualitat al Centro de Estudios Técnicos de Automoción (CETA), fundat per l'enginyer Vilfred Ricart, va ser un altre dels motius per al llançament dels esportius. Es considerava que un procés lent com és la fabricació artesanal, donaria com a resultat un producte car però amb nivells de qualitat molt elevats. La idea de fabricar-ne petites sèries, amb els elevats estàndards de qualitat d'un esportiu de luxe, s'ajustava a aquell plantejament.
El 1951 es presenta el Pegaso Z-102 al Saló de París, amb carrosseria pròpia d'ENASA, i hi obté la menció d'honor. Gràcies a l'acurat disseny de Vilfred Ricart, aquest model va donar prestigi i publicitat a una marca que acabava de néixer. Entre les característiques del model s'hi troba el fet que la major part de les peces havien d'estar fetes a la mateixa fàbrica, evitant així la subcontractació. Tot i així, alguns components s'adquirien a tercers, i d'altres com l'equip d'encesa Bosch, les llandes d'alumini Borrani i els frens Lockheed, eren d'importació.
El 1955 es va presentar el Z-103, una variant del Z-102 amb motors de major cilindrada (de 4.000 a 4.500 cc) i frens de disc experimentals, incorporant la nova carrosseria realitzada pel català Pere Serra.

### Èxits esportius
Al llarg de la seva vida comercial, els Pegaso Z-102 van participar en diverses competicions amb alguns bons resultats, entre les quals cal destacar:
- 24 hores de Le Mans de 1953

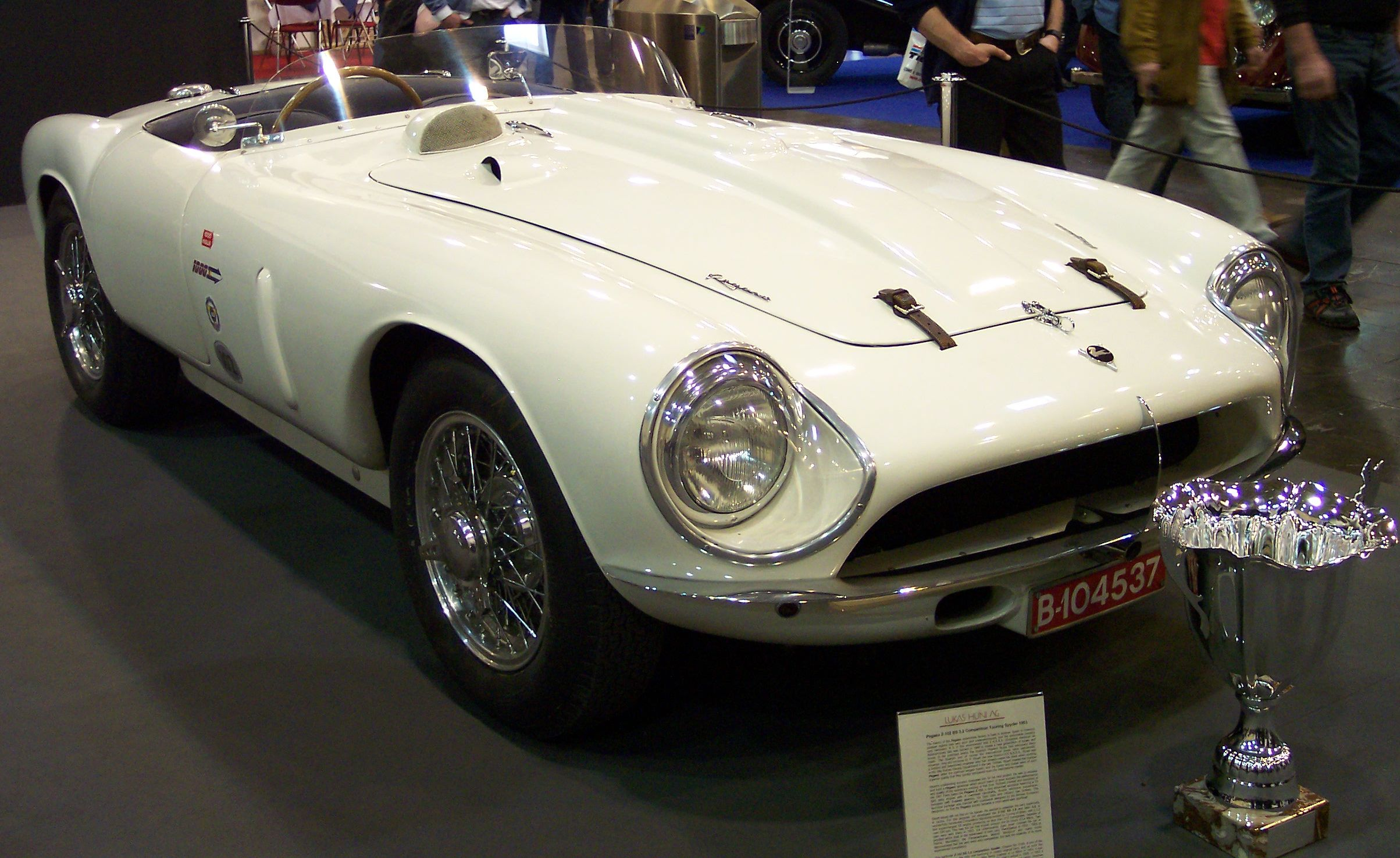
Versió de competició Touring Spyder de 1953

- Pujada a la Rabassada, amb victòries els anys 1953 i 1955
- Milla llançada de 1953, a 245 km/h
- Carrera Panamericana a Mèxic el 1954, guanyada per Juan Manuel Fangio

A banda, el model va obtenir diversos rècords com ara el del cotxe de producció més ràpid del món a l'autopista de Jabbeke, Bèlgica, amb una velocitat de 250 km/h.

### El final d'una època
El 1958, ENASA va abandonar la fabricació d'aquests automòbils, a causa principalment de manca de fons econòmics per a continuar-ne el desenvolupament. Quan se'n va cessar la producció, tant els cotxes a mig fabricar com els utillatges, motlles i recanvis varen ser destruïts o venuts com a ferralla. A causa d'això, l'arxiu i els plans de fabricació corresponents es varen dispersar i extraviar per sempre.

## Producció

### Versions

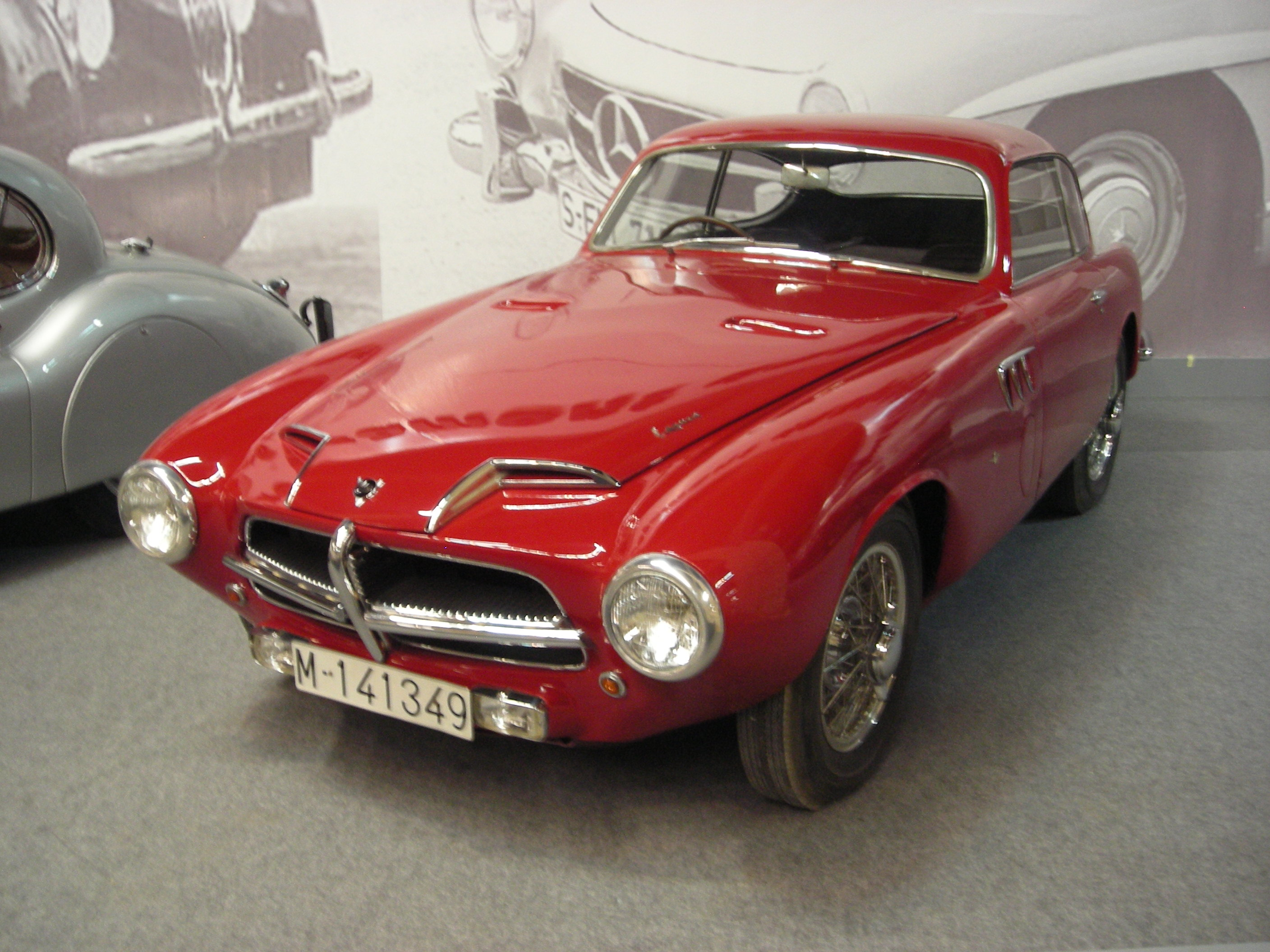
Pegaso Z-102 "Touring" exposat al Museu de les Drassanes de València.

Entre les diverses versions existents del Pegaso Z-102 cal destacar les següents, presentades a l'exposició "Memòria d'un miratge" organitzada al Centre de Cultura Contemporània de Barcelona (CCCB) el març de 2001:
- Berlineta Barcelona (1952)
- Berlineta Touring Bipósito (1953)
- Spider Gran Competizione (1953)
- Cabriolet Saoutchik II (1953)
- Thrill(1953)
- Spider Rabasada (1953)
- Cabriolet Saoutchick 2a sèrie (1954)
- Panaramerica (1954)
- Spider Pedralbes (1954)
- Pegaso BT Z-103 (1956)
- Spider Serra (1956)

### Carrosseries

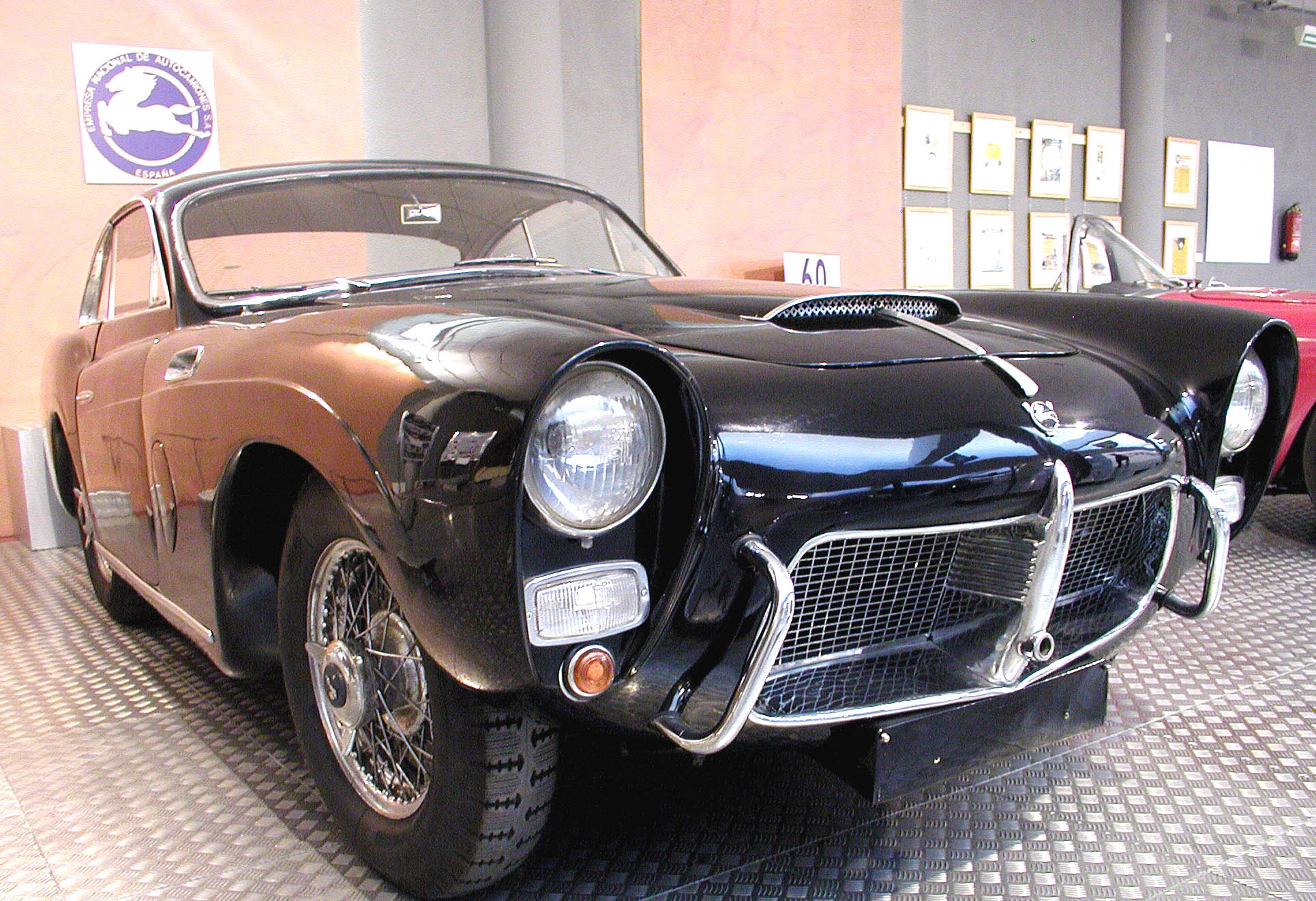
Unitat amb carrosseria Saoutchik

Els primers Pegaso foren carrossats per Medardo Biolino (carrosseria "ENASA"). Era una carrosseria d'acer, molt pesada, que fou substituïda més tard per una d'alumini, creada per Bianchi Anderloni i l'equip de Superleggera Touring de Milá. Amb aquesta versió se'n carrossaren 45 xassissos. Altres carrossers varen ser Saoutchik i Pere Serra (especialment descapotables).
Relació de carrosseries muntades
- ENASA, amb dissenys propis entre els quals destacava el Bisiluro (un caçarècords en alumini i quadernes de fusta de rai)
- Carrozzeria Touring, d'aliatge d'alumini. Fou la més emprada.
- Thrill, una carrosseria especial.
- Saoutchik, de formes barroques.
- Serra, encarregat sobretot dels descapotables.

### Unitats fabricades
El total de Pegaso Z-102 (i Z-103) fabricats durant la seva etapa de producció ha estat quantificat entre 84 i 87 segons la font, dels quals es calcula que al voltant del 85% ha sobreviscut fins a l'actualitat. El preu mitjà que assoleixen els exemplars en bon estat a les subhastes de cotxes clàssics s'acosta al milió de dòlars.
Segons algunes estimacions, les unitats fabricades dels cotxes Pegaso per variant varen ser les següents:
- Berlineta: 68
- Spider: 13
- Z-103: 3
- Thrill: 1

### Propietaris famosos
Alguns personatges famosos són o varen ser propietaris d'aquest model:
- El Xa de Pèrsia, el Pegaso del qual era considerat el millor i més bell de tots.
- El Baró Thyssen va ser el propietari d'una unitat carrossada per "Saoutchik" que estava entapissada amb pell de lleopard, amb accessoris i tiradors d'or de 24 quirats.
- Leónidas Trujillo, Dictador de la República Dominicana.
- Francisco Craveiro Lopes, President de Portugal.
- Eva Perón en tenia un amb carrosseria "Thrill", regal del general Franco.

## Característiques

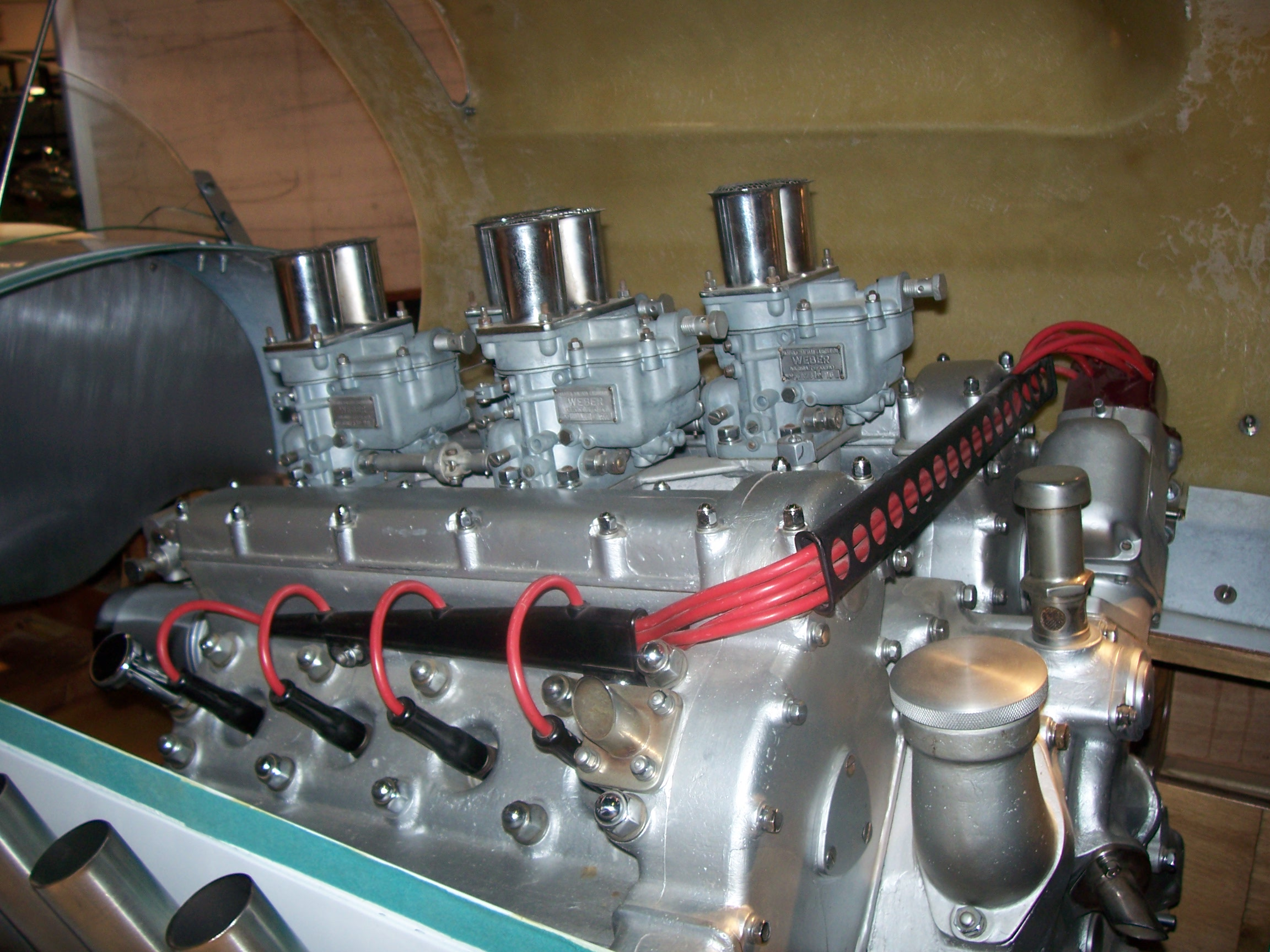
Vista del motor d'un Pegaso Z-102 de 2.800 cc

Les principals característiques tècniques dels Pegaso Z-102 eren aquestes:
- Motor: 8 cilindres en V a 90°, dos arbres en cap (quatre en total) moguts per cascada d'engranatges, i càrter d'aliatge d'alumini. Es fabricaren en les següents cilindrades efectives:
  - 2.474 cc (70x75 mm), 160/180 CV DIN a 6.300/6.500 rpm, parell motor 18.9 mKg a 3.600 rpm.
  - 2.800 cc (70x80 mm), 170-195 CV DIN a 6.300 rpm (fins a 250 CV DIN a 6.300 rpm amb compressor Roots de sobrepressió 0,6 atmosferes), parell motor 24,8/33 mKg a 4.000 rpm. Fou la cilindrada més utilitzada.
  - 3.200 cc (70x85 mm), 195/285 CV DIN a 6.300 rpm, segons l'ús del compressor
- Carburadors: Webber (opcional 1, 2 o 4)
- Relació de compressió: Diverses opcions superiors mitjançant compressors Roots: 7,5:1 o 8,8:1 atmosfèriques
- Suspensió independent a les quatre rodes:
  - Anterior: Barres de torsió
  - Posterior: Eix De Dion, en una disposició revolucionària per a l'època, incorporada més tard en models més moderns com l'Alfa Romeo 75
- Xassís multitub
- Rodes: Llandes de radis Borrani de 16"
- Distància entre eixos: 2.337 cm
- Caixa de canvis: ZF de 5 velocitats de dents rectes no sincronitzades i diferencial autoblocant, integrada amb el diferencial (en el mateix càrter), i els frens posteriors a la sortida de les rodes